# Phyllaphis nigra
Phyllaphis nigra är en insektsart som beskrevs av William Harris Ashmead 1881. Phyllaphis nigra ingår i släktet Phyllaphis och familjen långrörsbladlöss. Inga underarter finns listade i Catalogue of Life.